# Bertetruda
Bertetruda (łac. Bertetrudis) (zm. 618 lub 619) – druga żona Chlotara II, króla Franków.
Prawdopodobnie pochodziła z możnego rodu burgundzkiego. Według niektórych jej ród wywodził się od dawnych królów Burgundów. Jej krewnym był majordom Neustrii Erchinoald.
Bertetruda była przez ludność królestwa umiłowaną królową. W roku 613 lub 614 zapobiegła spiskowi mającemu obalenie jej męża. Możny burgundzki Alethius i biskup Sion Leudemund zamordowali ustanowionego przez Chlotara księcia Transjuranii Herpo. Następnie mieli zamiar przejąć skarb królewski i zamordować Chlotara. Alethius możliwe, iż spokrewniony z Bertetrudą miał ją poślubić i ogłosić się królem. Bertetruda o wszystkim poinformowała męża.
Była matką Dagoberta I. Być może była matką dziecka (przypisywanego również pierwszej żonie Chlotara II), które według źródeł miało umrzeć w 617 lub 618 roku.
Po śmierci została pochowana w Rouen.